# Parque Natural Municipal dos Manguezais

## Histórico
O Parque Natural Municipal dos Manguezias Josué de Castro foi regulamentado através do decreto n° 25.565 de 01 de Dezembro de 2010

## Localização
O Parque dos Manguezais é localizado no complexo estuarino dos rios Capibaribe, Jordão, Pina e Tejipió, na zona sul do Recife, entre os bairros do Pina, de Boa Viagem e da Imbiribeira. Ele possui aproximadamente 12,95 (doze vírgula noventa e cinco) hectares de terra firme na Ilha das Cabras, local da extinta Rádio Base Naval do Pina, e aproximadamente 0,85 (zero vírgula oitenta e cinco) hectares de terra firme na Ilha do Simão.

## Formas de Relevo
Planície flúvio-lagunar e baixios de maré.

## Importância
Sua área é de mais 300 hectares, essencialmente aquático – com manguezais e ilhas . O Parque dos Manguezais é receptor da macro drenagem das zonas Sul, Oeste e Sudoeste do Recife. O Parque sofre a influência dos Rios Tejipió e Capibaribe, constituindo o maior remanescente de Manguezal no Recife, prestando serviços ambientais, tais como: produtor de nutrientes, amortecedor das marés (que evita enchentes), mantenedor da identidade anfíbia da paisagem do Recife, berçário de diversidade biológica incluindo a reprodução e o desenvolvimento de várias espécies típicas desse ecossistema e a amenização climática local.

## Objetivos
O Parque Natural Municipal tem como objetivo a preservação de ecossistemas naturais de grande relevância ecológica e beleza cênica, possibilitando a realização de pesquisas científicas e o desenvolvimento de atividades de educação e interpretação ambiental, de recreação em contato com a natureza e de turismo ecológico.